# Gare de Quintin
Gare de Quintin vasútállomás Franciaországban, Saint-Brandan településen.

## Vasútvonalak
Az állomást az alábbi vasútvonalak érintik:
- Saint-Brieuc–Pontivy-vasútvonal

## Kapcsolódó állomások
A vasútállomáshoz az alábbi állomások vannak a legközelebb: